# Teargarden by Kaleidyscope
Teargarden by Kaleidyscope è un progetto del gruppo alternative rock statunitense The Smashing Pumpkins, che avrebbe dovuto consistere di 44 canzoni, pubblicate una alla volta gratuitamente su internet e raccolte, in gruppi di quattro, in undici EP a tiratura limitata. Le registrazioni dell'album cominciarono nel settembre 2009. Tre mesi più tardi fu pubblicata la prima canzone, A Song for a Son.
Il progetto fu interrotto, rispetto a come era stato concepito inizialmente, dopo l'uscita della decima canzone, Owata. La band, infatti, decise di sospendere la diffusione di singole canzoni e di concentrarsi su un album tradizionale, pubblicando Oceania nel giugno 2012. Billy Corgan, tuttavia, non abbandonò del tutto il progetto Teargarden, dichiarando che Oceania ne fa parte come "album within an album".

## Concetto dell'album
La storia dell'album è basata su The Fool's Journey (Il viaggio de' “Il Matto“), come spiegato nei Tarocchi. L'intenzione di Billy Corgan è quella di avvicinarsi a ciò spezzando il viaggio della vita in quattro fasi composte da altrettanti differenti personaggi: Il Bambino, il Matto,  Il Mistico e Lo Scettico (rispettivamente the Child, the Fool, the Mystic, e the Skeptic).

## Format
L'album avrebbe dovuto essere composto da 44 canzoni, pubblicate gratuitamente su Internet con una cadenza mensile. I brani sarebbero stati via via raccolti in EP con tiratura limitata da quattro canzoni ciascuno, per un totale di 11 EP. Una volta completata l'opera avrebbe dovuto essere pubblicata integralmente in un deluxe box set, accompagnato da un documentario sulla registrazione dell'album.
Tuttavia, solo i primi due EP furono realmente pubblicati, poiché la band decise di tornare a forme di distribuzione più tradizionali

## Tracce

### Primo EP
Il primo EP è stato pubblicato il 25 maggio 2010.
Vol. 1: Songs for a Sailor
Le canzoni che compongono la tracklist sono:
1. A Song for a Son[3] - 06:02
2. Widow Wake My Mind[4] - 04:59
3. Astral Planes[5][6] - 04:05
4. A Stitch in Time[7] - 03:28
5. Teargarden Theme

"A Song for a Son" è stata suonata nel "The Smashing Pumpkins 20th Anniversary Tour del 2008 "A Stitch in Time", "Widow Wake My Mind" e "Astral Planes" sono state suonate dagli Spirits in the Sky, progetto parallelo di Corgan, nel loro mini tour del 2009.

### Secondo EP
La prima canzone del secondo EP e quinta dell'album, intitolata "Freak", è stata pubblicata sul sito ufficiale il 6 luglio 2010.La sesta canzone in ordine cronologico, "Spangled", è stata pubblicata il 14 settembre 2010. La settima canzone in ordine cronologico, "Tom Tom", è stata pubblicata il 24 novembre 2010, mentre l'intero EP è stato pubblicato il giorno prima. Invece la canzone "The Fellowship" è stata pubblicata il 12 gennaio 2011.
Vol. 2: The Solstice Bare (23 novembre 2010)
1. The Fellowship - 03:53
2. Freak - 03:54
3. Tom Tom - 04:04
4. Spangled - 02:32
5. Cottonwood Symphony - 03:05

### Altre canzoni
La prima canzone ad essere pubblicata dopo l'uscita del secondo EP fu "Lightning Strikes", che fu resa disponibile sul sito ufficiale il 18 marzo 2011. Seguì "Owata", che fu pubblicata sul sito ufficiale nel maggio 2011 e fu accompagnata da un video musicale e da un cortometraggio.

## Formazione

### Musicisti
- Billy Corgan - voce, chitarra, tastiera
- Mark Tulin - basso
- Nicole Fiorentino - basso
- Mike Byrne - batteria
- Kerry Brown – conga
- Linda Strawberry - voce e cori
- Ysanne Spevack – violino

### Altro
- Billy Corgan - produttore
- Kerry Brown – produttore
- Bjorn Thorsrud – produttore, ingegnere
- Stephen Marcussen - masterizzazione